# Ronald Kwemoi
Ronald Kwemoi (født 19. september 1995) er en kenyansk atlet, der konkurrerer i mellem- og langdistanceløb.

## Karriere
Ved de afrikanske mesterskaber i 2014 tog Kwemoi bronze på 1.500 meter. 
Ved OL i 2016 blev Kwemoi nummer trettende på 1.500 meter. 
Ronald Kwemoi blev OL-sølvvinder på 5.000 meter ved sommer-OL 2024 i Paris.